# 世界の料理ショー
『世界の料理ショー』（せかいのりょうりショー、原題：The Galloping Gourmet）は、1968年から1971年まで、カナダ放送協会（CBC）で放送されたテレビ番組。ジャンルは料理バラエティー。料理研究家のグラハム・カーが司会を務めた。
カナダ本国の他、世界37か国で放送された。アメリカでは1969年から1971年まで放送され、1970年、1971年のエミー賞にノミネートされている。
妻のトリーナ・カーがプロデュースを担当し、カナダ放送協会傘下のオタワのテレビ局CJOH-TVで製作。

## 概要
グラハムと、その妻で番組プロデューサーのトリーナ・カーが世界各地の料理について現地で取材し、それの体験談を基に実際に同じものをスタジオで調理していく。
グラハムがワイングラス片手に登場し、時に下ネタを交えたユーモラスなトークと顔を見せないスタッフ・スティーブとの掛け合いが特徴である。
出来上がった料理は番組の最後にスタジオ観覧者のうち1名を招きいれて試食するのが恒例だった。『ルーシー・ショー』や『奥さまは魔女』のように、スタジオ観覧者が笑うのも特徴だった。しかし1971年にカー夫妻が交通事故で大怪我を負い、テレビ出演が困難となったために番組は打ち切られた。
前身番組は、オーストラリアなどで放送され同じくグラハムが司会の『Egg With Flight Lieutenant Kerr』。1990年代には『新・世界の料理ショー』（原題：The Graham Kerr Show ）が放送されている。
現在アメリカではこれらの流れを汲む『The Gathering Place 』が放送中である。

## 日本での展開

### テレビ放送
日本では1974年4月28日から1979年9月29日まで、東京12チャンネル（現：テレビ東京）が放送したのを皮切りに、日本各地の放送局が再放送を含め断続的に放送した。それまでの日本の料理番組にはなかったスタイルであり、「料理バラエティ番組」という新しい概念を日本のテレビ界に持ち込む事になった。
2000年代初期にBSジャパンでも放送されたほか、2012年にはスカパー!・フーディーズTVでCS初放送された。
2012年11月5日から2013年1月28日まで、テレビ東京にて月曜 - 金曜の8:00 - 8:25枠で放送された（全52回）。この放送では、番組前半の現地取材映像を中心に毎回数分間のカットがなされていた。
| テレビ東京 月-金曜 午前8時台前半（8:00-8:25） | テレビ東京 月-金曜 午前8時台前半（8:00-8:25）      | テレビ東京 月-金曜 午前8時台前半（8:00-8:25） |
| 前番組                                        | 番組名                                             | 次番組                                        |
| --------------------------------------------- | -------------------------------------------------- | --------------------------------------------- |
| ピラメキーノ（再放送）                        | 世界の料理ショー （2012年11月5日 - 2013年1月28日） | 奥さまは魔女 （2013年1月29日 - ）             |

### 吹き替え
吹き替えでは、原語のギャグをそのまま翻訳しても日本では意味が通じないか面白くないことが多いため、翻訳時に設定と共に大幅にアレンジをしていた。 ギャグは演出の河村常平が考え、後期はギャグ作家（クレジットでは監修）として、『8時だョ!全員集合』や『空飛ぶモンティ・パイソン』などを手がけた石川雄一郎も参加している。また宗教からくる笑いや大人向けのジョークは、当時日曜午前の放送だったことやスポンサーの意向でほとんど変更していた。
番組中に使用されるBGMはME素材が無かったため、エンディング以外は河村自身が選曲していた。『DVD-BOX』では著作権の問題からそれらの曲が全て変更されている。
グラハムの吹き替えは、放送開始から途中までは浦野光が担当していた。浦野は担当中に「これまで130本近く吹き替えましたが、現在まだ600本の未放映分があるんです。これを日本で放映すると10年分になるんで、生理的に最後まではとても無理、全部放映するつもりなら後任の人を捜して下さいと、毎回スタッフの皆さんに言っているんですがねえ」と語っている。2015年に『DVD-BOX 第2集』が発売された際は、エピソード1を新録することになり、久々にグラハムの声を担当した。
浦野の降板後は、黒沢良が残りの放送分を引き継いだ。演出の河村によると、黒沢は当時二枚目役の印象が強く少し不安だったものの、浦野の演技を参考に見せて頼んだところ「ノリにノリまくってくださって（河村談）」、浦野が作ったスタイルを踏襲する形になったという。
前身番組である『Egg With Flight Lieutenant Kerr』では、グラハムの吹き替えを大野しげひさが担当した。

### 保存状況
権利元に現存・確認されている日本語版音声は当初52回分であり、『DVD-BOX 第1集』にもその52回分が収録された。後に視聴者から当時の録画を公募した結果、25話分の音声が発見されたため、『DVD-BOX 第2集』として発売された。
一方、浦野が吹き替えたものを筆頭に、現在も権利元が紛失・現存していない音声は多い。

## 出演者
グラハム・カーが一人で進行し料理する番組だが、展開上、スタジオのスタッフや観客が登場してくる。いくつかの設定は日本語吹き替えで独自に追加されていて、オリジナルでは触れていない場合がある。
グラハム・カー（Graham Kerr）
吹き替え - 浦野光→黒沢良
料理研究家。番組進行も完全に一人でこなす。料理中はスーツの上着を脱いで、ワイシャツ・ネクタイ姿が通常。日本語吹き替えでの一人称は通常「僕」。下品な話題も多い。番組上ワインをよく手にして飲む演出だが、実際にはCM前後や完成時など限定的。
ソ連（当時）でこの番組が放映されると知った際にセックスや政治に対する事を現地では放送禁止になる事を逆手に取って自前で検閲機を用意しそれを用いた上で下ネタを炸裂させた事がある。
トリーナ・カー（Treena Kerr）
番組プロデューサーでグラハムの妻。日本語吹き替えでは主に「女房」「ダーリン」、オリジナルでは「wife」「Treena」。取材旅行は夫婦で行き、そのビデオで姿を見る事ができる。グラハムの誕生日記念に1784年製の胡椒挽きを贈っていて、番組では黒胡椒に使われている。
スティーブ
一部の回でスタジオディレクターとして「Steve Watts」がクレジットに入っていたため、これを基に吹き替えで独自にやりとりが加えられるようになった。そのため、スティーブとのやりとりはほぼ日本語版のみで、オリジナルでスティーブの名前が出てきているのは実際に参加している数回に限られている。弟子として話題が出ている回があるが、これも吹き替え独自の設定である。
ディレクター
ヘッドセットを付けたディレクターに対し、いたずらを何度か行っており吹き替えではこのディレクターをスティーブと言っている回がある。カメラに顔を数秒撮られる、椅子（スツール）を持ってきて座らせる、切ったパイ生地の余りを輪投げのように投げて頭～右肩にぶつけられる、ブランデーをかけられたときは詫びとして完成品の試食を行っている。
ペティー
グラハムのアシスタントPatricha Burgess。途中から番組に加わっている。
カメラマン
日本語吹き替えでは「キャメラさん」または「キャメラマン」。3～4 人で撮影していて、番組終了時のクレジットで名前が出ている。フライパンに火を入れる時は逃げるように離れる事がある。
ジョージ（Geogre Klobouk）
一部の回でカメラマンの一人として参加していて、オリジナルで何度か名前を出して話題を出されている。日本語吹き替えでもその内数回はそのまま名前が出てきている。
効果
日本語吹き替えでは「効果さん」。番組中では主にスタジオの上から落とす・降らす係。カメラ助手をしていたが、バミューダパンツ一枚で居たため、効果に異動された。
水
蛇口から水を出す専用のスタッフが居る。そのため蛇口から水を出す時はグラハムが前もって合図する事が多い。途中スタッフが交代し、水の出が良くなった。ディレクターのダグラスと言っている回があるがダグラスはクレジットには表示されていない。
観客
スタジオには80名ほど入れて収録している。年齢層は学生から老人まで幅広い。完成後番組終了時に試食で1名選出される。日本語吹き替えでは存在しないがオリジナル初期はグラハムのみが食べていたが、一人を連れてきて食べさせた回があり、その後専用席ができ、料理も通常2人分作る形になった。日本語吹き替えではほとんどしゃべりがなく、多くが笑い声だが、オリジナルでは顧客の様々な声がよく入り、グラハムと顧客とのやりとりが番組の特徴になっている。

## 主なスタッフ
- 制作：トリーナ・カー（Treena Kerr）
- 監督：マリオン・ダン（Marion Dunn）
- 技術監督：ジェリー・ブシャール（Gerry Bouchard）
- 音楽：チャンプ・シャンペン（Champ Champane）
- 制作・著作：International Television Ltd.およびFremantle of Canada Ltd.

### 日本語版
- 翻訳：井場洋子、小川裕子、岩佐幸子
- 脚色：石川雄一郎
- 演出：河村常平
- 調整：切金潤
- プロデューサー：中本達雄
- 日本語版制作：テレビ東京、東北新社

## 映像ソフト
DVD-BOX
- 世界の料理ショー DVD-BOX（8枚組）（2009年3月25日、ソニー・ピクチャーズエンタテインメント MNSS-30009）
日本語版として現存・確認されている52回分を収録している。
- 世界の料理ショー 〜DVD SPECIAL PRICE -BOX〜（8枚組）（2015年5月27日、メディアネットピクチャーズ MNPS-97） - 上記の低価格版。
- 世界の料理ショー 〜第2集〜（5枚組）（2015年7月24日、メディアネットピクチャーズ MNPS-98）
日本語版として現存・確認されていなかった25回分の吹替版を視聴者が個人的に録画・録音していた物から収録し、1話は初代の声優の浦野光を起用し当時と同じスタッフ（翻訳：小川裕子、演出：河村常平）で新録している。

DVD
- 世界の料理ショー 傑作選レッド（2010年9月22日、メディアネットピクチャーズ MNOS-14001）
- 世界の料理ショー 傑作選ブルー（2010年9月22日、メディアネットピクチャーズ MNOS-14002）
  - 上記2タイトルはファミリーマートで独占先行販売された低価格DVD。『世界の料理ショー　〜第1集〜』（8枚組）に収録されたエピソードの中から選りすぐられた物がそれぞれ4エピソード収録されている。

## オマージュ番組
2002年にNHKの『中国四千年料理ショー』で、金萬福がグラハムさながらに料理パフォーマンスを繰り広げた。日本語吹き替えは金萬福を池田勝、天の声（兵馬俑）を黒沢良が担当している。

### パロディ
- 唐沢俊一の『世界の猟奇ショー』（幻冬舎文庫）においてネタにされている。唐沢の弟で漫画家の唐沢なをきは、『電脳なをさん2』の中で取り上げ、グラハムが最後に若い女性を客席から引っぱって、明らかにとんでもないものを試食させる場面を描いた（グラハムは何故か髪の毛が黄色に描かれている）。唐沢兄弟は、「唐沢商会」名義の『脳天気教養図鑑』の中でもグラハムを取り上げた。
- 『銀魂』内でもネタとしてショートコーナー風に取り上げられた。
- 『ああっ女神さまっ 小っちゃいって事は便利だねっ』の中で、ベルダンディが出したとされる料理本の表紙のキッチンが、『料理ショー』のセットに酷似している。
- 2004年に『週刊モーニング』で掲載していた『大使閣下の料理人』の中にも「世界を料理ショー」と言う番組と、グレアム・カーンという料理家で、テレビホストで鳴らしたという人物が出てくる。
- 1997年に放送された呉羽化学（現:クレハ）のNEWクレラップのCMでは、奥田瑛二が商品の利点を説明する内容で『料理ショー』に酷似したセットが登場していた。

## 続編
- 新・世界の料理ショー